# Khalid Mayouf
Khalid Mayouf, né le 10 novembre 1994, est un coureur cycliste émirati. Il participe à des compétitions sur route et sur piste. 

## Biographie
En août 2022, Khalid Mayouf représente son pays natal aux Jeux de la Solidarité islamique, organisés à Konya. L'année suivante, il se classe treizième de la course en ligne aux Jeux panarabes. Il devient ensuite champion des Émirats arabes unis sur route en 2024. 

## Palmarès sur route

### Par année
- 2021
  - 4e étape du Tour de Salalah[1],[2]
  - 3e du championnat des Émirats arabes unis sur route
- 2022
  - 2e étape du Tour de Salalah[3]
- 2024
  -  Champion des Émirats arabes unis sur route
  - 3e du championnat des Émirats arabes unis du contre-la-montre

### Classements mondiaux
| Année                                 | 2019  | 2020 | 2021  | 2022  | 2023 | 2024 |
| ------------------------------------- | ----- | ---- | ----- | ----- | ---- | ---- |
| Classement mondial                    | 1830e | nc   | 1440e | 2288e | nc   | 967e |
| UCI Asia Tour                         | 155e  | nc   | 72e   | 250e  | nc   | 51e  |
|                                       |       |      |       |       |      |      |
| Légende : nc = non classéSource : UCI |       |      |       |       |      |      |

## Palmarès sur piste

### Championnats nationaux
- 2024
  -  Champion des Émirats arabes unis de l'omnium[4]
  -  Champion des Émirats arabes unis de course aux points[4]
  - 2e du championnat des Émirats arabes unis de l'élimination[4]
- 2025
  - 3e du championnat des Émirats arabes unis de l'omnium[5]